# Sarima bimaculata
Sarima bimaculata är en insektsart som beskrevs av Melichar 1906. Sarima bimaculata ingår i släktet Sarima och familjen sköldstritar. Inga underarter finns listade i Catalogue of Life.